# Крейц, Генрих Киприанович
Барон, граф (1839) Генрих Киприанович Крейц (1817—1891) — русский военный и государственный деятель, московский обер-полицмейстер, генерал от кавалерии (1883); сенатор (1866).
Брат Пётра Киприановича Крейца.

## Биография
Происходил из лютеранской семьи остзейского дворянства — сын генерала барона, с 1839 года графа К. А. Крейца и баронессы Каролины Петровны Оффенберг, племянник генералов Ф. П. Оффенберга и И. П. Оффенберга.
Образование получил в Школе гвардейских подпрапорщиков и кавалерийских юнкеров. В службу вступил в 1834 году; в 1836 году произведён в корнеты, в 1838 — в поручики, в 1841 — в штабс-ротмистры, в 1844 — в ротмистры.
В 1846 году назначен флигель-адъютантом Его Императорского Величества; в 1849 году произведён в полковники. Участвовал в Венгерском походе. С 1855 года был командиром Военного Ордена 13-го драгунского полка.
В 1856 году произведён в генерал-майоры с назначением в Свиту Его Императорского Величества. С 1861 года — московский обер-полицмейстер и, одновременно, вице-президент Московского попечительного о тюрьмах комитета (с 1862).
В 1864 году произведён в генерал-лейтенанты. До своего назначения сенатором, 28 октября 1866 года, состоял в распоряжении министра внутренних дел. В 1883 году произведён в генералы от кавалерии.
Умер в 1891 году в Санкт-Петербурге.

## Награды
Был награждён орденами Российской империи:
- Орден Святой Анны 3-й степени (1848)
- Орден Святой Анны 2-й степени (1852; Императорская корона — 1854)
- Орден Святого Владимира 3-й степени (1859)
- Орден Святого Станислава 1-й степени (1861)
- Орден Святой Анны 1-й степени (1882)
- Орден Святого Владимира 2-й степени (1865)
- Орден Белого орла (1870)
- Орден Святого Александра Невского (1876; Бриллиантовые знаки — 1886)

Иностранных государств:
- Орден Красного орла 3-й степени (1842; королевство Пруссия)
- Орден Железной короны 2-й степени (1853; Австрийская империя)
- Орден Красного орла 2-й степени (1859); алмазные знаки к ордену (1860; королевство Пруссия)